# Scherbvogel

Wappen von Sokolov

Als Scherbvogel wird in der Heraldik eine natürliche Darstellung eines zum Auffliegen bereiten Adlers beschrieben. Allerdings ist dieses Wappentier nicht so stark an den strengen Regeln der Heraldik gebunden. So kann der Kopf rechts- oder linksgewendet sein, wobei die Farben in der Regel naturnah gehalten sind. In den Klauen hält die Wappenfigur manchmal Blitze und kann auch gekrönt sein. Oft ist auch die Brust mit Insignien belegt. Der Scherbvogel ist seit dem Mittelalter bekannt und war auch bei der Darstellung anderer Vögel Vorlage. Er fand Einzug in die französische Heraldik zur Zeit des napoleonischen Kaiserreiches. Der römische Jupiteradler wird auch als Scherbvogel benannt. Die Form gibt auch eine Verbindung zum Phönix.

## Beispiele
Der Scherbvogel ist auf dem kleinen Wappen Wilhelms I. von 1870 dargestellt. Ein weiteres Beispiel ist der Preußische Adler von 1921.
Für die Darstellung eines Vogel ist die Elster im Wappen der Stadt Elsterwerda in Rot auf grünem Berg unter zwei über eins silbernen Lilien.

Auffliegender Rabe im Wappen von Rabenau (Sachsen)
Elster im Wappen von Elsterwerda
Auffliegender Adler im Wappen von Arnstein